# Dietmar Zinner
Dietmar Zinner (* 2. Januar 1957) ist ein deutscher Zoologe, Ethologe und Primatologe.

## Leben
Ab 1979 studierte Zinner Biologie an der Georg-August-Universität Göttingen, wo er 1985 sein Diplom mit der Arbeit Ontogenie von Geschmacksreaktionen beim Star (Sturnus vulgaris) erwarb. 1993 wurde er an der gleichen Universität mit der Dissertation Nahrungskonkurrenz bei Mantelpavianen. Eine experimentelle Studie zum Dr. rer. nat. promoviert. Hierfür erhielt er eine Auszeichnung für die beste Doktorarbeit von der naturwissenschaftlichen Fakultät und den Förderpreis des Deutschen Primatenzentrums in Göttingen für Nachwuchswissenschaftler. Von 1993 bis 1994 erfolgte eine Post-Doc-Phase in der Abteilung für Verhaltensforschung und Ökologie am Deutschen Primatenzentrum und von 1994 bis 1995 am Center for Tropical Ecology der Duke University in Durham, North Carolina. Von 1996 bis 2004 war er wissenschaftlicher Mitarbeiter in der Abteilung für Verhaltensforschung und Ökologie am Deutschen Primatenzentrum und seit 2004 ist er leitender Wissenschaftler in der Abteilung Kognitive Ethologie am Deutschen Primatenzentrum.
Zinner ist Mitglied der Deutschen Ornithologen-Gesellschaft, der Deutschen Zoologischen Gesellschaft, der Ethologischen Gesellschaft, der Gesellschaft für Primatologie, der International Primatological Society und der IUCN Primate Specialist Group.
Zinners Forschungsschwerpunkte umfassen die Evolution von Sozialsystemen sowie die Ökologie und die Phylogeographie bei Primaten, die Phylogenie und Evolution nicht-humaner Primaten, die Gruppenkoordination in nicht-humanen Primaten sowie der Einfluss des Paarungsverhaltens auf die Ausbreitung von Geschlechtskrankheiten bei freilebenden Pavianen.
2006 war er an den Erstbeschreibungen von sieben Lemurenarten beteiligt, darunter Lepilemur aeeclis, Avahi meridionalis, Avahi peyrierasi, Avahi ramanantsoavanai, Lepilemur mittermeieri, Lepilemur randrianasoloi und Lepilemur sahamalazensis. Im selben Jahr gehörte er zu den Erstbeschreibern der fossilen Rüsseltiergattung Eritreum aus dem Oligozän.  2019 gehörte er zu den Mitautoren einer Studie, in der zum ersten Mal der genetische Code der Paviane aufgeschlüsselt wurde.
2013 war Zinner Co-Autor des Kapitels über die Familie der Meerkatzenverwandten (Cercopithecidae) im dritten Band des Handbook of the Mammals of the World. Im selben Jahr war er neben Torsten Wronski für die Veröffentlichung der deutschen Trivialnamen in Jonathan Kingdons Mammals of Africa verantwortlich. Ferner war Zinner Redakteur bei der Fachzeitschrift Journal of Human Evolution und ist es bei der Fachzeitschrift Primate Biology.
2015 erhielt Zinner den Preis des Centre Suisse de Recherches Scientifiques en Côte d’Ivoire (Schweizer Zentrum für wissenschaftliche Forschung in der Elfenbeinküste, CSRS) für seine Forschungsarbeit zur Identifizierung von Lebensräumen für bedrohten Primatenarten in der Elfenbeinküste.